# Audiokinetic Wwise
Wwise (Wave Works Interactive Sound Engine) es el software de Audiokinetic para medios interactivos y videojuegos, disponible de forma gratuita para proyectos no comerciales y bajo licencia para videojuegos comerciales.

## Sistemas operativos compatibles
Wwise es compatible con las siguientes plataformas:
- Microsoft Windows
- GNU/Linux
- MacOS
- Android
- iOS/tvOS

## Videojuegos
Algunos títulos recientes que han utilizado Audiokinetic son:
- Abzû
- Ace Combat 7: Skies Unknown
- Age of Empires: Castle Siege
- Alien: Isolation
- Aliens: Colonial Marines
- Alone in the Dark: Illumination
- America's Army: Proving Grounds
- Anno 1800
- Ancestors: The Humankind Odyssey
- Astroneer
- A Plague Tale: Innocence
- The Amazing Spider-Man 2
- Arena of Valor
- Ashen
- Assassin's Creed IV: Black Flag
- Assassin's Creed: Freedom Cry
- Assassin's Creed Liberation HD
- Assassin's Creed: Rogue
- Assassin's Creed Unity
- Assassin's Creed Odyssey
- Assassin's Creed Valhalla
- Astral Chain
- Battle Prime
- Batman: Arkham Knight
- Batman: Arkham Origins
- Batman: Arkham Origins Blackgate
- Bayonetta 2
- BioShock Infinite
- BioShock Infinite: Burial at Sea
- Bleach: Brave Souls
- Borderlands 2(Vita), Borderlands: The Handsome Collection
- Borderlands 3
- Borderlands: The Pre-Sequel
- Child of Light
- Contagion
- Control
- Crackdown 3
- Crimson Dragon
- Cyberpunk 2077
- D4: Dark Dreams Don't Die
- Dance Central: Spotlight
- Dawngate
- Daylight
- Dead by Daylight
- Dead Nation - Apocalypse Edition
- Death Stranding
- Destiny
- Destiny 2
- Detroit: Become Human
- Deus Ex: The Fall
- Devil May Cry 5
- DiRT Rally
- Dirt Rally 2.0
- Dirty Bomb
- Divinity: Dragon Commander
- Divinity: Original Sin
- DmC: Devil May Cry
- DOOM
- Dungeon Keeper Mobile
- Dust 514
- Elite: Dangerous
- Entwined
- Event[0]
- F1 2013
- F1 2014
- Fable Anniversary
- Fantasia: Music Evolved
- Fates Forever
- Firefall
- Firewatch[6]
- Fuse
- Gears 5
- Genshin Impact
- Ghost of Tsushima
- Godus
- GRID 2
- GRID: Autosport
- Gris
- Gunslinger Stratos 2
- Gwent: The Witcher Card Game
- H1Z1: Just Survive
- Halo 4
- Halo 5
- Halo: The Master Chief Collection
- Halo Wars: Definitive Edition
- Halo Wars 2
- Happy Wars
- Hitman 2
- Hunt: Showdown
- Infamous First Light
- Infamous Second Son
- Infinite Crisis
- Inside (video game)
- Journey to the Savage Planet
- Karmaflow
- Killer Instinct
- Killer Instinct Season 2
- Killing Floor 2
- League of Legends
- Lichdom: Battlemage
- Life Is Strange
- Life Is Strange 2
- LocoCycle
- Lost Planet 3
- Mario + Rabbids Kingdom Battle
- Mario Strikers: Battle League
- Metal Gear Rising: Revengeance
- Metal Gear Solid V: Ground Zeroes
- Metal Gear Solid V: The Phantom Pain
- Metro: Last Light
- Middle-earth: Shadow of Mordor
- Monster Hunter World
- Mortal Kombat 11
- Murdered: Soul Suspect
- Nether
- Nier: Automata
- No Man's Sky
- Nosgoth
- No Straight Roads
- Oddworld: New N' Tasty!
- Ori and the Will of the Wisps
- Outlast
- Overwatch
- Pathfinder: Kingmaker
- Payday 2
- Peggle 2
- Plants vs. Zombies 2
- PlayerUnknown's Battlegrounds
- Powerstar Golf
- Prey
- Professional Baseball Spirits 2014
- Project Spark
- Quantum Break
- Resident Evil 2 (2019)
- Resident Evil 3 (2020)
- Resident Evil 7: Biohazard
- Resident Evil Village
- Remember Me
- Resogun
- Ridge Racer Unbounded
- Rising Storm 2: Vietnam
- Risk of Rain 2
- Rocket League
- Rocksmith 2014
- Saints Row: The Third
- Saint's Row IV
- Saint's Row IV: Re-Elected
- Saint's Row: Gat Out Of Hell
- Samurai Shodown (2019)
- ScreamRide
- Shadow of the Beast (2016)
- Shadow of the Tomb Raider
- SimCity
- Sleeping Dogs: Definitive Edition
- South Park: The Stick of Truth
- Spider-Man
- Spider-Man: Miles Morales
- Spyro Reignited Trilogy
- Star Fox Zero
- Star Citizen
- Star Wars: Jedi Fallen Order
- Stormland
- Strider
- Sunset Overdrive
- Takedown: Red Sabre
- Tekken 7
- Tengami
- Tetris Effect
- The Bureau: XCOM Declassified
- The Council
- The Elder Scrolls Online
- The Grand Tour Game
- The Legend of Korra
- The Order: 1886
- The Outer Worlds
- The Voice: I Want You
- The Witcher 3: Wild Hunt
- Thief
- Thronebreaker: The Witcher Tales
- Tom Clancy's The Division 2
- Total War: Attila
- Total War: Rome II
- Tornado Outbreak
- Trine 2: Complete Story
- Trine 3
- Tropico 6
- Ultima Forever: Quest for the Avatar
- Valiant Hearts: The Great War
- Wattam
- Wildstar
- Wonderbook: Book of Potions
- Wonderbook: Walking with Dinosaurs
- World of Tanks
- World of Warplanes
- World of Warships
- Wreckfest
- WWE 2K14
- WWE 2K15
- Xenoblade Chronicles: Definitive Edition
- Yooka-Laylee
- Yooka-Laylee and the Impossible Lair
- Zoo Tycoon
- Zumba Fitness: World Party
- Zumba Kids